# Премия Крафорда
Пре́мия Кра́форда — одна из шести международных премий, вручаемых Шведской королевской академией наук. Учреждена шведским экономистом и промышленником Хольгером Крафордом и его супругой Анной-Гретой в 1980 году. Крафорд (1908—1982) получил известность после того, как по инициативе шведского профессора медицинских наук из Лунда Нильса Алвалла начал промышленное производство искусственной почки.
Премией Крафорда награждаются лауреаты в одной из четырёх номинаций: математика и астрономия, науки о Земле, биологические науки и исследования по лечению полиартрита. Каждый год присуждается только одна из номинаций, в соответствии со следующим порядком: математика и астрономия, затем науки о Земле, затем биология. Премия по полиартриту выдаётся лишь тогда, когда, по мнению специального комитета, был достигнут существенный прогресс в данной сфере. В области геологии её называют эквивалентной Нобелевской (в которой та не присуждается).
Сумма премии в 2015 году составила 6 млн крон ($700,000).

## Лауреаты
| Год  | Номинация           | Изображение                                                                          | Лауреат                                          | Гражданство                      | Область знаний |
| ---- | ------------------- | ------------------------------------------------------------------------------------ | ------------------------------------------------ | -------------------------------- | --- |
| 1982 | Математика          |                                                                                      | Владимир Арнольд                                 | СССР                             | Теория нелинейных дифференциальных уравнений |
| 1982 | Математика          | Louis Nirenberg                                                                      | Луис Ниренберг                                   | США[A]                           | Теория нелинейных дифференциальных уравнений |
| 1983 | Науки о Земле       | —                                                                                    | Эдвард Лоренц                                    | США                              | Геофизическая гидродинамика |
| 1983 | Науки о Земле       |                                                                                      | Генри Стоммель                                   | США                              | Геофизическая гидродинамика |
| 1984 | Биологические науки |                                                                                      | Дэниэл Дженсен                                   | США                              | Коэволюция |
| 1985 | Астрономия          |                                                                                      | Лайман Спитцер                                   | США                              | Исследования межзвёздной среды |
| 1986 | Науки о Земле       |                                                                                      | Клод Алегр                                       | Франция                          | Геохимические соотношения изотопов |
| 1986 | Науки о Земле       | —                                                                                    | Вассербург, Джеральд                             | США                              | Геохимические соотношения изотопов |
| 1987 | Биологические науки |                                                                                      | Юджин Одум                                       | США                              | Экосистемная экология |
| 1987 | Биологические науки | —                                                                                    | Говард Т. Одум                                   | США                              | Экосистемная экология |
| 1988 | Математика          |                                                                                      | Пьер Делинь                                      | Бельгия                          | Алгебраическая геометрия |
| 1988 | Математика          |                                                                                      | Александр Гротендик[B]                           | Апатрид                          | Алгебраическая геометрия |
| 1989 | Науки о Земле       | James Van Allen                                                                      | Джеймс Ван Аллен                                 | США                              | Исследование космоса, обнаружение поясов Ван Аллена |
| 1990 | Биологические науки |                                                                                      | Пол Эрлих                                        | США                              | Динамика и генетика фрагментарных популяций |
| 1990 | Биологические науки | Edward Osborne Wilson                                                                | Эвард Осборн Уилсон                              | США                              | Теория островной биогеографии |
| 1991 | Астрономия          | —                                                                                    | Аллан Сэндидж                                    | США                              | Изучение галактик |
| 1992 | Науки о Земле       | Adolf Seilacher                                                                      | Адольф Зейлахер                                  | Германия                         | Исследования эволюции жизни |
| 1993 | Биологические науки | —                                                                                    | Уильям Дональд Гамильтон                         | Великобритания                   | Теории выбора рода и генетических отношений |
| 1993 | Биологические науки |                                                                                      | Сеймур Бензер                                    | США                              | Генетические и нейрофизиологические исследования плодовых мушек |
| 1994 | Математика          |                                                                                      | Саймон Дональдсон                                | Великобритания                   | Четырёхмерная геометрия |
| 1994 | Математика          | Shing-Tung Yau                                                                       | Цю Чэнтун                                        | США[C]                           | Нелинейные техники в дифференциальной геометрии |
| 1995 | Науки о Земле       | —                                                                                    | Дансгор, Вилли                                   | Дания                            | Разработка изотопных геологических методов анализа |
| 1995 | Науки о Земле       | —                                                                                    | Николас Шеклтон                                  | Великобритания                   | Разработка изотопных геологических методов анализа |
| 1996 | Биологические науки |                                                                                      | Роберт Мэй                                       | Великобритания                   | Экологические исследования |
| 1997 | Астрономия          |                                                                                      | Фред Хойл                                        | Великобритания                   | Изучение ядерных процессов в звёздах, звёздная эволюция |
| 1997 | Астрономия          | —                                                                                    | Эдвин Солпитер                                   | США                              | Изучение ядерных процессов в звёздах, звёздная эволюция |
| 1998 | Науки о Земле       |                                                                                      | Дон Андерсон                                     | США                              | Изучение структур и процессов в недрах Земли |
| 1998 | Науки о Земле       |                                                                                      | Дзивонски, Адам                                  | США[D]                           | Изучение структур и процессов в недрах Земли |
| 1999 | Биологические науки | Ernst Mayr in 1994, after receiving an honorary degree at the University of Konstanz | Эрнст Майр                                       | США                              | Разработка концепции эволюционной биологии |
| 1999 | Биологические науки |                                                                                      | Джон Мейнард Смит                                | Великобритания                   | Разработка концепции эволюционной биологии |
| 1999 | Биологические науки | —                                                                                    | Джордж Кристофер Уильямс                         | США                              | Разработка концепции эволюционной биологии |
| 2000 | Полиартрит          | —                                                                                    | Марк Фельдман                                    | Великобритания                   | Определение TNF-альфа |
| 2000 | Полиартрит          |                                                                                      | Маини, Равиндер                                  | Великобритания                   | Определение TNF-альфа |
| 2001 | Математика          |                                                                                      | Ален Конн                                        | Франция                          | Теория операторных алгебр, основатель некоммутативной геометрии |
| 2002 | Науки о Земле       | —                                                                                    | Дэн МакКензи                                     | Великобритания                   | Динамика литосферы |
| 2003 | Биологические науки |                                                                                      | Карл Вёзе                                        | США                              | Третья область жизни |
| 2004 | Полиартрит          | —                                                                                    | Батчер, Юджин                                    | США                              | Изучение молекулярных механизмов, связанных с кровяными клетками |
| 2004 | Полиартрит          | —                                                                                    | Шпрингер, Тимоти                                 | США                              | Изучение молекулярных механизмов, связанных с кровяными клетками |
| 2005 | Астрономия          |                                                                                      | Джеймс Ганн                                      | США                              | Понимание крупномасштабной структуры Вселенной |
| 2005 | Астрономия          |                                                                                      | Джим Пиблс                                       | США                              | Понимание крупномасштабной структуры Вселенной |
| 2005 | Астрономия          | Martin Rees delivering a lecture at Jodrell Bank                                     | Мартин Рис                                       | Великобритания                   | Понимание крупномасштабной структуры Вселенной |
| 2006 | Науки о Земле       |                                                                                      | Уоллес Броекер                                   | США                              | Исследование глобального цикла углерода |
| 2007 | Биологические науки | —                                                                                    | Роберт Триверс                                   | США                              | Анализ социальной эволюции |
| 2008 | Астрономия          | Rashid Sunyaev                                                                       | Рашид Сюняев                                     | Россия                           | Вклад в астрофизику высоких энергий и космологию |
| 2008 | Математика          | Maxim Kontsevich                                                                     | Максим Концевич                                  | Франция[E]                       | Вклад в математику из современной теоретической физики |
| 2008 | Математика          | Edward Witten writing on a blackboard                                                | Эдвард Виттен                                    | США                              | Вклад в математику из современной теоретической физики |
| 2009 | Полиартрит          | Чарльз Динарелло                                                                     | Чарльз Динарелло                                 | США                              | Выделение интерлейкинов и понимание их роли в возникновении воспалительных заболеваний |
| 2009 | Полиартрит          | Тадамицу Кисимото                                                                    | Тадамицу Кисимото                                | Япония                           | Выделение интерлейкинов и понимание их роли в возникновении воспалительных заболеваний |
| 2009 | Полиартрит          | Тосио Хирано                                                                         | Тосио Хирано                                     | Япония                           | Выделение интерлейкинов и понимание их роли в возникновении воспалительных заболеваний |
| 2010 | Науки о Земле       | Walter Munk                                                                          | Вальтер Манк                                     | США                              | За пионерские работы и фундаментальный вклад в наше понимание процессов циркуляции океана, приливов и волн, а также их роли в динамике Земли                                                                                      |
| 2011 | Биологические науки | Ilkka Hanski                                                                         | Илкка Хански                                     | Финляндия                        | За пионерские исследования того, как пространственные вариации влияют на динамику численности животных и растений |
| 2012 | Математика          |                                                                                      | Жан Бургейн                                      | Франция                          | За новаторские работы в теории чисел, комбинаторике, функциональном анализе и теоретической информатике |
| 2012 | Математика          | Теренс Тао                                                                           | Теренс Тао                                       | Австралия                        | За новаторские работы в теории чисел, комбинаторике, функциональном анализе и теоретической информатике |
| 2012 | Астрономия          |                                                                                      | Андреа Гез                                       | США                              | За работы по наблюдению за звёздами, вращающимися вокруг галактического центра, которые указывают на наличие сверхмассивной чёрной дыры                                                                                           |
| 2012 | Астрономия          |                                                                                      | Райнхард Генцель                                 | Германия                         | За работы по наблюдению за звёздами, вращающимися вокруг галактического центра, которые указывают на наличие сверхмассивной чёрной дыры                                                                                           |
| 2013 | Полиартрит          | Питер Грегерсен                                                                      | Грегерсен, Питер                                 | США                              | За открытия, касающиеся роли различных генетических факторов и их взаимодействия с факторами внешней среды в патогенезе, диагностике и клинического лечения ревматоидного артрита                                                 |
| 2013 | Полиартрит          | Ларс Клареског                                                                       | Клареског, Ларс                                  | Швеция                           | За открытия, касающиеся роли различных генетических факторов и их взаимодействия с факторами внешней среды в патогенезе, диагностике и клинического лечения ревматоидного артрита                                                 |
| 2013 | Полиартрит          | Роберт Винчестер                                                                     | Винчестер, Роберт                                | США                              | За открытия, касающиеся роли различных генетических факторов и их взаимодействия с факторами внешней среды в патогенезе, диагностике и клинического лечения ревматоидного артрита                                                 |
| 2014 | Науки о Земле       |                                                                                      | Молнар, Питер                                    | США                              | За новаторский вклад в понимание глобальной тектоники, в частности деформацию континентов и структуру и эволюцию горных хребтов, а также влияние тектонических процессов на обменные процессы между океаном и атмосферой и климат |
| 2015 | Биологические науки |                                                                                      | Ричард Чарлз Левонтин                            | США                              | за их новаторский анализ и фундаментальный вклад в понимание генетического полиморфизма |
| 2015 | Биологические науки | Tomoko Ohta                                                                          | Томоко Ота                                       | Япония                           | за их новаторский анализ и фундаментальный вклад в понимание генетического полиморфизма |
| 2016 | Астрономия          | Roy_Kerr with his wife                                                               | Рой Керр                                         | Новая Зеландия                   | За фундаментальную работу, касающуюся вращающихся черных дыр и их астрофизических последствий |
| 2016 | Астрономия          |                                                                                      | Роджер Блэндфорд                                 | Великобритания, США              | За фундаментальную работу, касающуюся вращающихся черных дыр и их астрофизических последствий |
| 2016 | Математика          | Yakov Eliashberg                                                                     | Яков Элиашберг                                   | СССР, США                        | Развитие контактной и симплектической топологий |
| 2017 | Полиартрит          |                                                                                      | Shimon Sakaguchi                                 | Япония                           | За их открытия, касающиеся регуляторных Т-клеток, которые противодействуют вредным иммунным реакциям при артрите и других аутоиммунных заболеваниях                                                                               |
| 2017 | Полиартрит          |                                                                                      | Fred Ramsdell                                    | США                              | За их открытия, касающиеся регуляторных Т-клеток, которые противодействуют вредным иммунным реакциям при артрите и других аутоиммунных заболеваниях                                                                               |
| 2017 | Полиартрит          |                                                                                      | Александр Руденский                              | США                              | За их открытия, касающиеся регуляторных Т-клеток, которые противодействуют вредным иммунным реакциям при артрите и других аутоиммунных заболеваниях                                                                               |
| 2018 | Науки о Земле       |                                                                                      | Соломон, Сьюзан                                  | США                              | За фундаментальный вклад в понимание роли атмосферных остаточных газов в климатической системе Земли |
| 2018 | Науки о Земле       |                                                                                      | Сюкуро Манабе                                    | Япония                           | За фундаментальный вклад в понимание роли атмосферных остаточных газов в климатической системе Земли |
| 2019 | Биологические науки |                                                                                      | Салли Чисхолм                                    | США                              | За открытие и новаторские исследования самого распространенного фотосинтезирующего организма на Земле — Prochlorococcus |
| 2020 | Астрономия          |                                                                                      | Юджин Паркер                                     | США                              | За новаторские и фундаментальные исследования солнечного ветра и магнитных полей от звездных до галактических масштабов |
| 2020 | Математика          |                                                                                      | Энрико Бомбьери                                  | США[F]                           | За выдающийся и влиятельный вклад во все основные области математики, в частности в теорию чисел, анализ и алгебраическую геометрию                                                                                               |
| 2021 | Полиартрит          |                                                                                      | Дэниел Кастнер                                   | США                              | Оригинальный текст (англ.)for establishing the concept of autoinflammatory diseases |
| 2022 | Науки о Земле       |                                                                                      | Эндрю Нолл                                       | США                              | За фундаментальный вклад в понимание первых трех миллиардов лет жизни на Земле и взаимодействия жизни с физической средой во времени                                                                                              |
| 2023 | Биологические науки |                                                                                      | Дольф Шлютер                                     | Канада                           | За фундаментальный вклад в понимание адаптивной радиации и экологического видообразования |
| 2024 | Астрономия          |                                                                                      | Дуглас Гоф Йорген Кристенсен-Далсгард Конни Артс | Великобритания · Дания · Бельгия | Оригинальный текст (англ.)for developing the methods of asteroseismology and their application to the study of the interior of the Sun and of other stars                                                                         |
| 2024 | Математика          |                                                                                      | Клэр Вуазен                                      | Франция                          | Оригинальный текст (англ.)for outstanding contributions to complex and algebraic geometry, including Hodge theory, algebraic cycles, and hyperkähler geometry                                                                     |

## Замечания
A. a  Ниренберг родился в Канаде.
B. b  Гротендик отказался получать премию.
C. c  Цю Чэнтун родился в Китае.
D. d  Дзивонски родился в Польше.
E. e  Концевич родился в СССР.

F.  F Бомбьери родился в Италии.